# Serie A1 2011-2012 (pallamano maschile)
La Serie A1 è stata la seconda divisione del campionato italiano di pallamano maschile per la stagione sportiva 2011-2012.

## Formula
- Fase regolare: sono stati disputati due gironi composti da 10[1] e 9[2] squadre con partite di andata e ritorno.
- Promozioni: la prima classificata di ciascun girone al termine della stagione è stata promossa in serie A Elite nella stagione successiva.
- Retrocessioni: la squadra classificata all'ultimo posto di ciascun girone al termine della stagione è stata retrocessa in serie A2 nella stagione successiva.

## Girone A

### Squadre partecipanti
- Carpi
- Casalgrande (Nuova Era)
- Cassano Magnago
- Leno (Cassa Padana)
- Emmeti (Emmeti Group)

- Estense Ferrara
- Meran
- Parma
- Jchnusa Sassari
- Oderzo (Visa)

### Risultati
| andata | 1ª giornata               | ritorno |
| ------ | ------------------------- | ------- |
| 42-21  | Merano - Parma            | 38-24   |
| 32-29  | Casalgrande - Carpi       | 17-18   |
| 31-27  | Sassari - Cassano Magnago | 24-45   |
| 24-26  | Mestrino - Ferrara        | 22-35   |
| 34-41  | Leno - Oderzo             | 33-38   |

| andata | 4ª giornata              | ritorno |
| ------ | ------------------------ | ------- |
| 29-28  | Parma - Sassari          | 28-31   |
| 27-26  | Mestrino - Casalgrande   | 21-27   |
| 38-28  | Ferrara - Leno           | 34-33   |
| 31-28  | Cassano Magnago - Merano | 29-33   |
| 31-30  | Carpi - Oderzo           | 43-29   |

| andata | 7ª giornata             | ritorno |
| ------ | ----------------------- | ------- |
| 31-30  | Merano - Sassari        | 29-25   |
| 24-27  | Leno - Casalgrande      | 35-34   |
| 34-19  | Cassano Magnago - Parma | 36-29   |
| 36-23  | Carpi - Ferrara         | 25-22   |
| 24-26  | Oderzo - Mestrino       | 26-36   |

| andata | 2ª giornata                   | ritorno |
| ------ | ----------------------------- | ------- |
| 29-34  | Parma - Mestrino              | 28-31   |
| 30-25  | Ferrara - Sassari             | 32-31   |
| 28-23  | Cassano Magnago - Casalgrande | 31-30   |
| 28-18  | Carpi - Leno                  | 31-28   |
| 26-34  | Oderzo - Merano               | 26-34   |

| andata | 5ª giornata              | ritorno |
| ------ | ------------------------ | ------- |
| 30-17  | Carpi - Parma            | 39-21   |
| 30-26  | Casalgrande - Sassari    | 33-32   |
| 37-44  | Oderzo - Cassano Magnago | 35-48   |
| 37-35  | Merano - Ferrara         | 28-26   |
| 25-27  | Leno - Mestrino          | 23-26   |

| andata | 8ª giornata               | ritorno |
| ------ | ------------------------- | ------- |
| 35-36  | Leno - Parma              | 27-30   |
| 25-20  | Casalgrande - Merano      | 28-34   |
| 33-37  | Ferrara - Cassano Magnago | 28-32   |
| 21-33  | Mestrino - Carpi          | 20-30   |
| 27-30  | Sassari - Oderzo          | 32-29   |

| andata | 3ª giornata            | ritorno |
| ------ | ---------------------- | ------- |
| 33-31  | Merano - Carpi         | 22-25   |
| 17-23  | Casalgrande - Ferrara  | 32-36   |
| 33-36  | Oderzo - Parma         | 30-35   |
| 25-22  | Sassari - Mestrino     | 28-26   |
| 27-31  | Leno - Cassano Magnago | 23-34   |

| andata | 6ª giornata             | ritorno |
| ------ | ----------------------- | ------- |
| 33-25  | Cassano Magnago - Carpi | 23-24   |
| 23-21  | Parma - Casalgrande     | 25-28   |
| 35-30  | Sassari - Leno          | 30-32   |
| 19-24  | Mestrino - Merano       | 24-39   |
| 50-36  | Ferrara - Oderzo        | 46-31   |

| andata | 9ª giornata                | ritorno |
| ------ | -------------------------- | ------- |
| 39-27  | Merano - Leno              | 31-27   |
| 30-32  | Oderzo - Casalgrande       | 32-40   |
| 34-24  | Carpi - Sassari            | 27-15   |
| 27-34  | Parma - Ferrara            | 30-36   |
| 35-26  | Cassano Magnago - Mestrino | 33-25   |

### Classifica
|  | Pos. | Squadra         | Pt | G  | V  | N | P  | GF  | GS  | DR   |
|  | ---- | --------------- | -- | -- | -- | - | -- | --- | --- | ---- |
|  | 1.   | Cassano Magnago | 45 | 18 | 15 | 0 | 3  | 539 | 428 | +111 |
|  | 2.   | Carpi           | 45 | 18 | 15 | 0 | 3  | 611 | 500 | +111 |
|  | 3.   | Meran           | 44 | 18 | 15 | 0 | 3  | 576 | 479 | +97  |
|  | 4.   | Estense Ferrara | 36 | 18 | 12 | 0 | 6  | 587 | 501 | +86  |
|  | 5.   | Casalgrande     | 28 | 18 | 9  | 0 | 9  | 502 | 494 | +8   |
|  | 6.   | Emmeti          | 21 | 18 | 7  | 0 | 11 | 457 | 516 | -59  |
|  | 7.   | Jchnusa Sassari | 19 | 18 | 6  | 0 | 12 | 499 | 544 | -45  |
|  | 8.   | Parma           | 14 | 18 | 5  | 0 | 13 | 482 | 592 | -90  |
|  | 9.   | Oderzo          | 12 | 18 | 4  | 0 | 14 | 568 | 656 | -88  |
|  | 10.  | Leno            | 6  | 18 | 2  | 0 | 16 | 509 | 590 | -81  |

Legenda:

      Promossa in Serie A Elite 2012-2013
      Retrocessa in Serie A2 2012-2013

### Verdetti
- Cassano Magnago: promossa in Serie A - 1ª Divisione Nazionale 2012-2013
- Leno: retrocessa in Serie B 2012-2013.

## Girone B

### Squadre partecipanti
- Altamura
- Città Sant'Angelo
- Chieti
- CUS Palermo
- Gaeta (Geoter)

- Haenna
- Lazio
- Romagna
- Fondi (Caporiccio)

### Risultati
| andata | 1ª giornata         | ritorno |
| ------ | ------------------- | ------- |
| 36-26  | Cus Chieti - Lazio  | 30-28   |
| 22-30  | Enna - Romagna      | 21-38   |
| 26-28  | Cus Palermo - Fondi | 22-35   |
| 32-31  | Gaeta - Altamura    | 39-38   |

| andata | 4ª giornata               | ritorno |
| ------ | ------------------------- | ------- |
| 32-23  | Fondi - Cus Chieti        | 30-26   |
| 35-26  | Romagna - Altamura        | 30-27   |
| 42-27  | Lazio - Cus Palermo       | 30-29   |
| 34-27  | Città Sant'Angelo - Gaeta | 32-24   |

| andata | 7ª giornata                 | ritorno |
| ------ | --------------------------- | ------- |
| 46-25  | Cus Chieti - Cus Palermo    | 43-36   |
| 33-34  | Gaeta - Enna                | 27-32   |
| 33-28  | Fondi - Lazio               | 34-28   |
| 32-25  | Romagna - Città Sant'Angelo | 28-24   |

| andata | 2ª giornata                     | ritorno |
| ------ | ------------------------------- | ------- |
| 35-18  | Romagna - Gaeta                 | 26-25   |
| 36-23  | Fondi - Enna                    | 27-26   |
| 36-24  | Città Sant'Angelo - Cus Palermo | 35-34   |
| 26-32  | Altamura - Cus Chieti           | 32-33   |

| andata | 5ª giornata                    | ritorno |
| ------ | ------------------------------ | ------- |
| 41-23  | Romagna - Lazio                | 33-20   |
| 29-31  | Enna - Cus Palermo             | 25-30   |
| 31-38  | Altamura - Fondi               | 26-43   |
| 29-32  | Cus Chieti - Città Sant'Angelo | 27-29   |

| andata | 8ª giornata               | ritorno |
| ------ | ------------------------- | ------- |
| 21-35  | Gaeta - Lazio             | 32-26   |
| 32-33  | Enna - Cus Chieti         | 35-37   |
| 41-35  | Cus Palermo - Altamura    | 24-27   |
| 29-25  | Città Sant'Angelo - Fondi | 29-41   |

| andata | 3ª giornata              | ritorno |
| ------ | ------------------------ | ------- |
| 22-24  | Cus Chieti - Romagna     | 25-28   |
| 24-32  | Gaeta - Fondi            | 22-31   |
| 29-31  | Altamura - Lazio         | 24-30   |
| 29-34  | Enna - Città Sant'Angelo | 27-34   |

| andata | 6ª giornata                  | ritorno |
| ------ | ---------------------------- | ------- |
| 31-25  | Lazio - Enna                 | 34-28   |
| 37-29  | Fondi - Romagna              | 26-33   |
| 46-32  | Città Sant'Angelo - Altamura | 32-34   |
| 29-32  | Cus Palermo - Gaeta          | 25-29   |

| andata | 9ª giornata               | ritorno |
| ------ | ------------------------- | ------- |
| 31-35  | Cus Chieti - Gaeta        | 34-25   |
| 29-26  | Altamura - Enna           | 30-39   |
| 48-21  | Romagna - Cus Palermo     | 36-20   |
| 41-31  | Lazio - Città Sant'Angelo | 32-36   |

### Classifica
|  | Pos. | Squadra           | Pt | G  | V  | N | P  | GF  | GS  | DR   |
|  | ---- | ----------------- | -- | -- | -- | - | -- | --- | --- | ---- |
|  | 1.   | Romagna           | 45 | 16 | 15 | 0 | 1  | 526 | 382 | +144 |
|  | 2.   | Fondi             | 42 | 16 | 14 | 0 | 2  | 528 | 425 | +103 |
|  | 3.   | Città Sant'Angelo | 33 | 16 | 11 | 0 | 5  | 518 | 486 | +32  |
|  | 4.   | Chieti            | 27 | 16 | 9  | 0 | 7  | 507 | 475 | +32  |
|  | 5.   | Lazio             | 23 | 16 | 8  | 0 | 8  | 485 | 489 | -4   |
|  | 6.   | Gaeta             | 17 | 16 | 6  | 0 | 10 | 445 | 505 | -60  |
|  | 7.   | Altamura          | 11 | 16 | 3  | 0 | 13 | 477 | 551 | -74  |
|  | 8.   | CUS Palermo       | 9  | 16 | 3  | 0 | 13 | 444 | 556 | -112 |
|  | 9.   | Haenna            | 9  | 16 | 3  | 0 | 13 | 453 | 514 | -61  |

Legenda:

      Promossa in Serie A Elite 2012-2013
      Retrocessa in Serie A2 2012-2013

### Verdetti
- Romagna: promossa in Serie A - 1ª Divisione Nazionale 2012-2013
- Haenna: retrocessa in Serie B 2012-2013.